# Giovanni Battista Somis
Giovanni Battista Somis (ur. 25 grudnia 1686 w Turynie, zm. 14 sierpnia 1763 tamże) – włoski skrzypek i kompozytor.

## Życiorys
Jego ojcem i nauczycielem był Francesco Lorenzo Somis (1663–1736), skrzypek w kapeli nadwornej Wiktora Amadeusza II. Około 1696 roku Giovanni Battista dołączył do ojca jako członek kapeli. W latach 1703–1706 dzięki stypendium przyznanemu przez księcia przebywał w Rzymie, gdzie studiował u Arcangelo Corellego. Być może był też uczniem Antonia Vivaldiego w Wenecji. W 1707 roku wrócił do Turynu, gdzie do końca życia był pierwszym skrzypkiem i koncertmistrzem kapeli dworskiej. Prowadził osiadłe życie i nie odbywał podróży koncertowych, jedynie w 1733 roku wystąpił w paryskim Concert Spirituel. Do jego uczniów należeli Gaetano Pugnani, Jean-Marie Leclair, Jean-Pierre Guignon i Louis-Gabriel Guillemain.

## Twórczość
Był twórcą piemonckiej szkoły skrzypcowej. Ceniony jako wirtuoz skrzypiec, rozwinął technikę podwójnych chwytów. W jego twórczości dominowała muzyka kameralna.
Skomponował m.in. 12 Sonate da camera na skrzypce lub wiolonczelę i klawesyn (wyd. Amsterdam ok. 1717, 2 wyd. 1725), 12 Sonate da camera na skrzypce lub wiolonczelę i klawesyn op. 2 (wyd. Turyn 1723), 12 Sonate na skrzypce lub wiolonczelę i klawesyn op. 4 (wyd. Paryż 1726), 6 Sonate a tre na 2 skrzypiec lub wiolonczelę i klawesyn op. 5 (wyd. Paryż 1733), 12 Sonate da camera na skrzypce, wiolonczelę i klawesyn op. 6 (wyd. Paryż 1733), Ideali trattenimenti da camera na 2 skrzypiec lub 2 flety lub 2 wiole dyszkantowe op. 7 (wyd. Paryż b.d.), 6 Sonate a tre na 2 skrzypiec lub wiolonczelę op. 8 (b.d.), 12 Sonate na wiolonczelę i basso continuo (wyd. Paryż ok. 1740), ponadto liczne koncerty na skrzypce, wiole, flet, obój, trąbkę, sonaty na skrzypce i basso continuo.